# Langøy
Langøy (eller Langøyneset) är en tidigare tätort i Averøy kommun i Møre og Romsdal fylke i västra Norge. Orten ligger vid fylkesväg 6078, på östra spetsen av den mindre ön Langøya. Tätorten omfattade bebyggelse även på intilliggande öar, inklusive den norra delen av ön Averøya.
Sedan 2013 räknas orten inte längre som en tätort.
Tidigare har orten tillhört dåvarande Kvernes kommun, därefter dåvarande Bremsnes kommun.